# Kosuke Suda
Kosuke Suda (須田 興輔 Suda Kosuke?, nacido el 4 de febrero de 1980 en Ibaraki) es un exfutbolista japonés. Jugaba de defensa y su último club fue el Montedio Yamagata de Japón.

## Trayectoria

### Clubes
| Club              | País  | Año         |
| ----------------- | ----- | ----------- |
| Mito HollyHock    | Japón | 2004 - 2005 |
| Shonan Bellmare   | Japón | 2006        |
| Tonan SC Gunma    | Japón | 2007        |
| Montedio Yamagata | Japón | 2007        |